# Schizothorax labiatus
Schizothorax labiatus es una especie de peces de la familia Cyprinidae en el orden de los Cypriniformes.

## Morfología
Los machos pueden llegar alcanzar los 30 cm de longitud total.

## Hábitat
Es un pez de agua dulce.

## Distribución geográfica
Se encuentra en la India, Nepal, Pakistán, Afganistán y Tíbet.